# Humble (dal)
A Humble (stilizálva: HUMBLE.) Kendrick Lamar amerikai rapper dala, amely 2017. március 30-án jelent meg a Top Dawg Entertainment, az Aftermath Entertainment és az Interscope Records kiadókon keresztül, mint az első kislemez Lamar negyedik stúdióalbumáról, a Damnről. A dalt Lamar és Mike Will Made It írta és az utóbbi volt a producere. Ez volt Lamar második kislemeze, amely elérte a Billboard Hot 100 slágerlista első helyét a Bad Blood után, illetve az első fő előadóként. Négy díjra is jelölték a 60. Grammy-gálán, amelyek közé tartozott az Év felvétele, a Legjobb rap teljesítmény, a Legjobb rapdal és a Legjobb videóklip, amelyekből megnyerte az utóbbi hármat.

## Felvételek
Az első dal volt, amit felvettek az albumra. A Humble zenei alapját Mike Will készítette, eredetileg Gucci Mane-nek, de később Lamarnak is megmutatta. A felvételek után megegyeztek, hogy Mike Will debütáló albumán, a Ransom 2-n fog megjelenni, de mások meggyőzték Lamart, hogy tartsa meg következő lemezére.

## Videóklip
A Humble videóklipje, amelyet Dave Meyers és a The Little Homies rendezett, 2017. március 30-án jelent meg Kendrick Lamar Vevo fiókján. A klip elején Lamar a pápához hasonló öltözetet visel, majd egy asztalon látható, feketébe öltözve és pénzzel körülvéve. Később látható egy jelenetben, amelyben Leonardo da Vinci Az utolsó vacsora festménye van újraalkotva. Lamar ül Jézus székében, miközben tanítványai érzéktelenül kenyeret esznek és bort isznak. Ezek után látható, ahogy egy autó tetején golfozik, kifigurázik egy Grey Poupon hirdetést és egy ponton a feje ég. Jay Rock és Sounwave is szerepelnek a videóban, több más TDE-előadó mellett.
A 2017-es MTV Video Music Awards díjátadón nyolc kategóriában jelölték díjra, amelyből hatot elnyert, az Év videóját is beleértve.

## Díjak és jelölések
| Év   | Díjátadó                        | Kategória                           | Eredmény | For.   |
| ---- | ------------------------------- | ----------------------------------- | -------- | ------ |
| 2017 | MTV Video Music Awards          | Az év videója                       | Elnyerte | [ 5 ]  |
| 2017 | MTV Video Music Awards          | Legjobb hiphopvideó                 | Elnyerte | [ 5 ]  |
| 2017 | MTV Video Music Awards          | Legjobb rendezés                    | Elnyerte | [ 5 ]  |
| 2017 | MTV Video Music Awards          | Legjobb koreográfia                 | Jelölve  | [ 5 ]  |
| 2017 | MTV Video Music Awards          | Legjobb speciális effektek          | Elnyerte | [ 5 ]  |
| 2017 | MTV Video Music Awards          | Legjobb művészi rendezés            | Elnyerte | [ 5 ]  |
| 2017 | MTV Video Music Awards          | Legjobb operatőr                    | Elnyerte | [ 5 ]  |
| 2017 | BET Hip Hop Awards              | Legjobb hiphopvideó                 | Elnyerte |        |
| 2017 | BET Hip Hop Awards              | Befolyásos dal                      | Jelölve  |        |
| 2017 | BET Hip Hop Awards              | Az év kislemeze                     | Jelölve  |        |
| 2017 | UK Music Video Awards           | Legjobb urban videó - Nemzetközi    | Jelölve  |        |
| 2017 | UK Music Video Awards           | Legjobb design egy videóban         | Jelölve  |        |
| 2017 | UK Music Video Awards           | Vevo MUST SEE-díj                   | Jelölve  |        |
| 2017 | Soul Train Music Awards         | Rhythm & Bars-díj                   | Jelölve  | [ 6 ]  |
| 2017 | American Music Awards           | Kedvenc Rap/hiphop dal              | Jelölve  | [ 7 ]  |
| 2017 | MTV Europe Music Awards         | Legjobb videó                       | Elnyerte | [ 8 ]  |
| 2018 | NAACP Image Awards              | Kiemelkedő dal                      | Elnyerte | [ 9 ]  |
| 2018 | 60. Grammy-gála                 | Az év felvétele                     | Jelölve  | [ 10 ] |
| 2018 | 60. Grammy-gála                 | Legjobb rap teljesítmény            | Elnyerte | [ 10 ] |
| 2018 | 60. Grammy-gála                 | Legjobb rapdal                      | Elnyerte | [ 10 ] |
| 2018 | 60. Grammy-gála                 | Legjobb videóklip                   | Elnyerte | [ 10 ] |
| 2018 | iHeartRadio Music Awards        | Az év hiphopdala                    | Jelölve  |        |
| 2018 | Nickelodeon Kids’ Choice Awards | Kedvenc dal                         | Jelölve  |        |
| 2018 | Billboard Music Awards          | Legjobb Hot 100-dal                 | Jelölve  |        |
| 2018 | Billboard Music Awards          | Legtöbbször streamelt dalok (audio) | Elnyerte |        |
| 2018 | Billboard Music Awards          | Legjobb rapdal                      | Jelölve  |        |
| 2018 | BET Awards                      | Az év videója                       | Jelölve  |        |
| 2018 | BET Awards                      | Coca-Cola Nézők választása díj      | Jelölve  |        |

## Számlista
| 1. | HUMBLE. | 2:57 |

| 1. | HUMBLE. (Skrillex Remix) | 2:36 |

## Közreműködő előadók
- Kendrick Lamar – dalszerző
- Mike Will Made It – dalszerző, producer
- Matt Schaeffer – gitár
- Derek Ali – keverés
- Tyler Page – keverési asszisztens
- Cyrus Taghipour – keverési asszisztens
- Derrick McCall – asszisztens

## Slágerlisták
| Slágerlista (2017–18)                    | Legmagasabb pozíció |
| ---------------------------------------- | ------------------- |
| Ausztrália (ARIA)                        | 2                   |
| Ausztrália Urban (ARIA)                  | 1                   |
| Ausztria (Ö3 Austria Top 40)             | 15                  |
| Belgium (Ultratop 50 Flanders)           | 15                  |
| Belgium (Ultratip Wallonia)              | 5                   |
| Brit kislemezlista (OCC)                 | 6                   |
| Brit R&B-lista (OCC)                     | 3                   |
| Csehország (Singles Digitál Top 100)     | 10                  |
| Dánia (Tracklisten)                      | 18                  |
| Dél-Koreai Nemzetközi Slágerlista (Gaon) | 36                  |
| Finnország (Suomen virallinen lista)     | 14                  |
| Franciaország (SNEP)                     | 11                  |
| Fülöp-szigetek (Philippine Hot 100)      | 27                  |
| Hollandia (Dutch Top 40)                 | 25                  |
| Hollandia (Single Top 100)               | 16                  |
| Írország (IRMA)                          | 4                   |
| Kanada (Canadian Hot 100)                | 2                   |
| Lettország (Latvijas Top 40)             | 8                   |
| Magyarország (Single Top 40)             | 37                  |
| Magyarország (Stream Top 40)             | 8                   |
| Malajzia (RIM)                           | 17                  |
| Németország (Official German Charts)     | 11                  |
| Norvégia (VG-lista)                      | 10                  |
| Olaszország (FIMI)                       | 29                  |
| Portugália (AFP)                         | 3                   |
| Skócia (OCC)                             | 31                  |
| Spanyolország (PROMUSICAE)               | 68                  |
| Svájc (Schweizer Hitparade)              | 17                  |
| Svédország (Sverigetopplistan)           | 10                  |
| Szlovákia (Singles Digitál Top 100)      | 5                   |
| US Billboard Hot 100                     | 1                   |
| US Hot R&B/Hip-Hop Songs (Billboard)     | 1                   |
| US Hot Rap Songs (Billboard)             | 1                   |
| US Mainstream Top 40 (Billboard)         | 26                  |
| US Rhythmic (Billboard)                  | 1                   |
| US Dance/Mix Show Airplay (Billboard)    | 30                  |
| Új-Zéland (Recorded Music NZ)            | 1                   |

| Év   | Slágerlista (2017)                           | Pozíció |
| ---- | -------------------------------------------- | ------- |
| 2017 | Ausztrália (ARIA)                            | 8       |
| 2017 | Belgium (Ultratop Flanders)                  | 55      |
| 2017 | Brit kislemezlista (Official Charts Company) | 47      |
| 2017 | Dánia (Tracklisten)                          | 68      |
| 2017 | Franciaország (SNEP)                         | 89      |
| 2017 | Hollandia (Single Top 100)                   | 95      |
| 2017 | Kanada (Canadian Hot 100)                    | 11      |
| 2017 | Magyarország (Stream Top 40)                 | 55      |
| 2017 | Németország (Official German Charts)         | 99      |
| 2017 | Portugália (AFP)                             | 6       |
| 2017 | Svájc (Schweizer Hitparade)                  | 82      |
| 2017 | Svédország (Sverigetopplistan)               | 65      |
| 2017 | US Billboard Hot 100                         | 4       |
| 2017 | US Hot R&B/Hip-Hop Songs (Billboard)         | 2       |
| 2017 | US Rhythmic (Billboard)                      | 2       |
| 2017 | Új-Zéland (Recorded Music NZ)                | 3       |
| 2018 | Ausztrália (ARIA)                            | 49      |
| 2018 | Portugália (AFP)                             | 85      |
| 2019 | Portugália (AFP)                             | 240     |

| Slágerlista (2010–2019)              | Pozíció |
| ------------------------------------ | ------- |
| Ausztrália (ARIA)                    | 53      |
| US Hot R&B/Hip-Hop Songs (Billboard) | 43      |

## Minősítések
| Régió                            | Minősítés  | Példányszám |
| -------------------------------- | ---------- | ----------- |
| Ausztrália (ARIA) Skrillex remix | 8× Platina | 560,000     |
| Belgium (BEA)                    | Platina    | 20,000      |
| Dánia (IFPI Danmark)             | Platina    | 90,000      |
| Egyesült Államok (RIAA)          | 7× Platina | 7,000,000   |
| Egyesült Királyság (BPI)         | 2× Platina | 1,200,000   |
| Franciaország (SNEP)             | Platina    | 133,333     |
| Kanada (Music Canada)            | Diamond    | 800,000     |
| Lengyelország (ZPAV)             | 3× Platina | 150,000     |
| Németország (BVMI)               | Arany      | 200,000     |
| Olaszország (FIMI)               | 2× Platina | 100,000     |
| Portugália (AFP)                 | 3× Platina | 30,000      |
| Svédország (GLF)                 | Platina    | 40,000      |
| Új-Zéland (RMNZ)                 | 3× Platina | 90,000      |

## Kiadások
| Régió            | Dátum                | Formátum               | Verzió         | Kiadó                               | For.   |
| ---------------- | -------------------- | ---------------------- | -------------- | ----------------------------------- | ------ |
| Világszerte      | 2017. március 30.    | digitális letöltés     | Eredeti        | - Top Dawg - Aftermath - Interscope |        |
| Egyesült Államok | 2017. április 4.     | ritmikus kortárs rádió | Eredeti        | - Top Dawg - Aftermath - Interscope | [ 74 ] |
| Egyesült Államok | 2017. május 16.      | kortárs slágerrádió    | Eredeti        | - Top Dawg - Aftermath - Interscope | [ 75 ] |
| Világszerte      | 2017. szeptember 22. | digitális letöltés     | Skrillex remix | - Top Dawg - Aftermath - Interscope | [ 76 ] |

## További felhasználása
- ESPN és ABC: a 2017-es NBA-rájátszás idején, a DNA és Loyalty dalokkal együtt.
- A South Park 21. évadjának Fehér emberek lakásokat renoválnak epizódjában feldolgozzák a dalt, country műfajban.[77] Ezek mellett hallható olyan sorozatokban is, mint a Feketék fehéren és a  Skam.[78][79]
- Szerepel a 2017-es YouTube Rewind évösszefoglalóban.[80]
- Szerepel az NB2K18 videójáték dalai között.[81]
- Eminem feldolgozta a dalt Greatest című dalán, a Kamikaze albumon.[82]